# イエメン

イエメン共和国
الجمهورية اليمنية

国の標語：الله، الوطن، الثورة، الوحدة（アラビア語）
神、国家、革命、団結
国歌：الجمهورية المتحدة（アラビア語）
連合共和国

イエメン共和国（イエメンきょうわこく、アラビア語: الجمهورية اليمنية）、通称イエメンは、中東の共和制国家である。アラビア半島南端部に位置し、インド洋上の島々の一部も領有している。首都はサナア。

## 国名
正式名称は、الجُمْهُوْرِيَّةُ اليَمَنِيَّة（ラテン文字転写は、al-Jumhūrīya al-Yamanīya）。アラビア語略称はاليَمَن（al-Yaman, アル＝ヤマン）。
公式の英語表記は、Republic of Yemen。通称Yemen。国民・形容詞ともYemeni。
漢字表記は、也門。国名はアラビア語で右を意味するヤマン (يَمَن、yaman) から由来する。アラビア半島の南部に位置するため、朝日が上る東に向かって南側の地域と考えられた。一方、大部分が砂漠地域の中にあってイエメンの肥沃さを表すユムン (yumn) に由来するという説もある。古代ローマ人は「幸福のアラビア」と呼んでいた。

## 歴史

### 交易による繁栄
- 古代 - 交易の中心地、および物資集散地として繁栄。古代ギリシャや古代ローマの時代には「幸福のアラビア （Arabia Felix)」として知られる（サバア王国、early 1st millennium BC）。
- 紀元前8世紀ごろ - ハドラマウト王国（英語版）（紀元前8世紀 - 3世紀）が繁栄。
- 紀元前7世紀ごろ - サバア王国が、農耕の発達や、インド産香料の中継貿易によって繁栄。アウサーン王国（英語版）の都市がサバア王国によって破壊された。

#### 支配者の激しい入れ替わり
- 紀元前110年 - ヒムヤル王国（紀元前110年 - 525年）が建国される。
- 350年 - ヒムヤル王国がアクスム王国（110年 - 940年）から侵入を受ける。
- 525年 - ヒムヤル王国のDhu Nuwas王の治世に、ユスティニアヌス1世から侵入を受ける。
- 531年 - Abraha率いるエチオピアの勢力がイエメンに侵攻し、King of Sabaを宣言。
- 575年 - サーサーン朝ペルシャの支配を受ける。

### イスラム教の流入
- 7世紀 - イスラム教が流入。
- 9世紀 - ズィヤード朝が成立。ザイド派のイマーム(宗教指導者)が支配。
- 11世紀 - スライフ朝（英語版）（1047-1138年）
- 12世紀- ズライ朝（1138-74年）をトゥーラーン・シャー（英語版）（1174年-1180年）が滅ぼし、彼と父ナジムッディーン・アイユーブを同じくする弟サラーフッディーンを始祖とするアイユーブ朝の支配を受ける（1174-1229年）
- 13世紀 - ザイド派（シーア派の一派）のイマームを祖とする(en:Imams of Yemen)が成立。
- 14世紀 - Al Kathiri (Hadhramaut) 王家が成立、近年まで存続。
- 15世紀 - ラスール朝（1229-1454年）が紅海・アラビア海・インド交易の拠点として繁栄する。同王朝に鄭和の艦隊が来航

#### 一度目のオスマン帝国の支配
- 16世紀 - オスマン帝国の支配下に入るが、イエメン人はオスマン帝国に対し抵抗。1世紀後にオスマン勢力を駆逐し、ザイド派勢力による支配を再び受ける。
- 19世紀初頭 - エジプトの勢力下に置かれる。

#### 南部のイギリスの植民地化
- 1839年 - イギリスがアデンを始めとする南イエメンを占領。以後、南イエメンはイギリスの植民地となる。

#### 二度目のオスマン帝国の支配
- 1849年 - オスマン帝国が北イエメンを再占領。
- 1869年 - イギリスが南イエメンにアデン保護領（英語版）（1869年 - 1963年）を設置。

### イエメン王国成立
- 1918年 - オスマン帝国の第一次世界大戦敗北にともない、イエメン王国が独立。
- 1934年 - サウジ・イエメン戦争、アシール首長国（英語版）がサウジアラビアに併合される。

### イエメン王国崩壊
- 1962年 - 軍事クーデターにより、イエメン王国が崩壊。イエメン・アラブ共和国が成立するも、北イエメン内戦が勃発（～1970年）。
- 1963年 - アデン保護領を南アラビア保護領（1963年 - 1967年）に改称。
- 1965年 - アル＝マフラ県に隣接するオマーンのドファール地方で、南イエメンが支援するDhofar Liberation Front(DLF)によるドファールの反乱（英語版）（1962年-1976年）が激化。

北イエメンと南イエメン

### 英領南アラビア独立
- 1967年 - 英領南アラビア保護領（南イエメン）が、南イエメン人民共和国（1967年 - 1990年）として独立。後にイエメン人民民主共和国へ改称。
- 1989年11月30日 - アデン合意により南北統一への途が開かれる。

### 南北統一
- 1990年5月22日 - イエメン・アラブ共和国（北イエメン）とイエメン人民民主共和国（南イエメン）が合併（イエメン統一）し、現在のイエメン共和国が成立。成立したイエメン共和国の初代の大統領として北イエメン大統領を務めていたアリー・アブドッラー・サーレハが務めることになる。

#### 南部での再独立を求める反乱
- 1994年5月4日 - 旧南側勢力が再独立（イエメン民主共和国）を求め、イエメン内戦が勃発。しかし、南側勢力は国際的な支持を得られず、約2ヶ月で鎮圧される（～7月7日）。

#### 初の大統領選挙
- 1999年9月23日 - 国民の直接投票による初めての大統領選挙が行われる。サーレハ大統領が再選する。
- 2000年6月12日 - ジッダ条約（英語版）により、サウジアラビアとの国境線が画定し、領土面積が正式なものとなる。

#### アルカーイダによる襲撃
- 2000年10月 - 旧南イエメンの首都であったアデンにあるアデン港で、イスラム原理主義勢力アルカーイダによる米艦コール襲撃事件が起こる。なお、ハドラマウト（イエメンのアル＝マフラ県、オマーンのドファール地方を含む）はアルカーイダの指導者だったウサーマ・ビン・ラーディンの父親の出身地。

#### イエメンでアラブの春発生
- 2011年1月 - チュニジアでのジャスミン革命、エジプトでの民衆革命に影響を受けて市民による反政府デモが発生（アラブの春、2011年イエメン騒乱）。この結果、サーレハ大統領は退陣し、ハディ副大統領が翌年2月の暫定大統領選挙で当選。

### 2015年内戦

内戦における勢力分布。赤がハーディー政権、緑がフーシ派、白はISIL、黄色は南部暫定評議会（随時更新）

| 年   | 月 | 日 | 出来事 |
| ---- | -- | -- | --- |
| 2015 | 1  | 22 | イスラム教シーア派武装組織のフーシがクーデターを起こし、ハーディー暫定大統領とバハーハ首相が辞任、政権崩壊（ハーディーは2月21日に辞意を撤回）。 |
| 2015 | 2  | 6  | フーシが議会を強制的に解散し、暫定統治機構として大統領評議会を開設し、「憲法宣言」を発表。 |
| 2015 | 2  | 21 | ハーディー暫定大統領が辞意を撤回、フーシ派との対立が開始。 |
| 2015 | 3  | 25 | フーシ派がハーディー暫定大統領の拠点である南部の港湾都市アデンへと進撃し、ハーディー暫定大統領は大統領宮殿からボートで脱出。フーシ派がハーディー暫定大統領の捕縛に2000万イエメン・リアル（約1100万円）の報奨金をかけ、行方を追う事態となった。 |
| 2015 | 3  | 26 | ハーディー暫定大統領を支援するサウジアラビアなどスンナ派のアラブ諸国が空爆を開始。フーシ派はイランが支持し、スンナ派対シーア派の構図の内戦となった。 |
| 2015 | 7  | 17 | ハーディー政権派がフーシ派から、イエメン第2の都市である南部のアデンを奪還したと発表。 |
| 2015 | 8  | 4  | ハーディー政権派がイエメン最大のアルアナド空軍基地をフーシ派から奪還したと発表。 |
| 2015 | 8  | 11 | 中東のテレビ局「アルジャジーラ」がハーディー政権派がアビヤン州を制圧したと報道。2015年3月以降、ハーディー政権派は国内の拠点をほとんど失っていたが、サウジアラビアやアラブ首長国連邦の軍事支援により失地回復を果した。 |
| 2015 | 8  | 15 | ハーディー政権派が中部シャブワ州を奪還。5つ目の州の奪還となった。ハーディー政権派はサウジアラビア主導の空爆支援を、アラブ首長国連邦などから武器供与や軍事顧問団の支援を受け、攻勢に転じていると報じられた。 |
| 2015 | 8  | 19 | アムネスティ・インターナショナルが、イエメンの首都サナア、アデン、タイズへ攻撃を行っているサウジアラビアを戦争犯罪を行なっているとして非難。アムネスティーによれば、この紛争により少なくとも1900人以上の一般住民が死亡したという。 |
| 2015 | 8  | 24 | WFPが「（イエメンの人口の2割以上に当たる）600万人が深刻な食糧難に陥り、緊急支援を必要としている」と指摘。「数百万人規模の飢餓が引き起こされる恐れがある」と警告。 |
| 2015 | 9  | 22 | サウジアラビアに逃れていたハーディー暫定大統領が、半年ぶりにイエメンに帰還し、イエメン南部の拠点都市アデンに入り、首都奪還に意欲を示した。 |
| 2015 | 10 | 3  | ジュネーブで開かれた国連人権理事会の通常会期で、オランダが内戦状態のイエメンへの調査団派遣を求める決議案を提出したが、イエメンで空爆を続ける紛争当事国のサウジアラビアが阻止し、オランダは決議案を取り下げた。 |
| 2015 | 10 | 15 | フーシ派がハーディー政権派を支援するサウジアラビアの空軍基地に弾道ミサイルを発射。 |
| 2016 | 4  | 3  | ハーディー暫定大統領がバハーハ副大統領兼首相を解任し、副大統領にアリー・ムフシン・アル＝アフマル、首相にアハマド・オベイド・ビン・ダグルを任命した。 |
| 2016 | 9  | 6  | 米軍とイエメン軍はイエメン南部で、国際テロ組織アルカイダ系武装勢力「アラビア半島のアルカイダ（AQAP）」にとらわれていた人質の救出作戦を実施したが、人質になっていた米国人フォトジャーナリスト、ルーク・サマーズ（33）と南アフリカ人教師のピエール・コーキー（57）、特殊部隊員1人が作戦中に死亡した。イエメン政府は、武装勢力の10人を殺害し、イエメン軍の4人が負傷したと発表した。コーキーは翌7日に解放されることが決まっていた。 |
| 2016 | 10 | 4  | フーシ派がハーディー政権と対立する「救国政府」を樹立。救国政府は国民全体会議の政治局員であるアブドゥルアズィーズ・ビン・ハブトゥールが率い、女性5人、無党派、南部独立主義者を含む27人の閣僚を擁する。 |
| 2017 | 5  | ?  | 国内のコレラ感染が深刻化し、フーシ側が非常事態を宣言。国民の半数以上が安全な飲み水にアクセスできない状況下にあり、7月19日段階でWHOが把握している感染者及び疑いのあるものは37万人近く、2017年4月末以降のコレラによる死者は1,828人に達している。 |
| 2017 | 6  | 5  | 政府側がサウジアラビアなどとともにカタールと断交。シーア派であるフーシ派に対するカタールの支援を理由として挙げた。 |
| 2017 | 11 | 4  | フーシ派がサウジアラビアの首都リヤドを標的とし弾道ミサイルを発射。上空での迎撃・破壊に成功したが破片の一部がキング・ハーリド国際空港敷地内に落下した。 |
| 2017 | 11 | 6  | サウジアラビアがイランからの武器流入を防ぐ名目でイエメン国境を封鎖した。 |
| 2017 | 11 | 7  | サウジアラビアのムハンマド皇太子は「イランがフーシ派へのミサイル供給に関与していることは、イラン政権による(サウジアラビアへの)直接的な軍事侵略だ」と、イランを非難した。 |
| 2017 | 12 | 2  | フーシ派と同盟関係にあるサーレハ前大統領がサウジアラビア主導の連合軍と和平協議を行う用意があることを表明。これに対しフーシ派指導者は、サーレハ前大統領の「重大な裏切り」で前大統領とサウジ連合軍が「一つの戦線」になったと非難した。 |
| 2017 | 12 | 4  | フーシ派がサーレハ前大統領の乗った車を攻撃して前大統領を殺害したと発表。当初、前大統領派は死亡を認めていなかったが、フーシ派がインターネット上に死亡した前大統領とされる動画を投稿したことを受け、死亡を認めた。フーシ派はサナア中心部にあるサーレハ前大統領の自宅も爆破した。 |

### 2023年パレスチナ・イスラエル戦争

#### 紅海を航行する船舶への攻撃
2023年パレスチナ・イスラエル戦争が始まると、フーシは紅海を航行するイスラエルに関連する船舶に攻撃を加えることを発表。実際に船舶の拿捕やドローン、ミサイルなどを使用した攻撃を開始した。同年12月18日、アメリカは「繁栄の守護者作戦」と称して、アメリカと有志国による多国籍部隊で紅海の巡回を開始することを発表したが、フーシによる船舶攻撃は続けられた。
2024年には、アメリカとイギリスにより、国内の軍事施設などに対しミサイル攻撃（2024年のイエメンへのミサイル攻撃）が行われた。

#### イスラエルとの軍事的応酬
2024年、フーシはイスラエルの各都市に対して断続的に弾道ミサイルを発射。イスラエルはミサイルの大半を撃ち落としたが、住民を疲弊させることには成功した。これに対しイスラエルも反撃、イエメンの各都市が爆撃にさらされた。同年12月26日には、サヌア国際空港などが空爆にさらされ、世界保健機関のテドロス・アダノム事務局長を巻き込んだ（本人は無事）。

## 政治
イエメンは、アラビア半島諸国において唯一共和制をとる立憲国家である。現行憲法は1991年に発布され、1994年および2001年に改正されたものである。民主化に強い意欲があり、言論の自由も認められているとされるが、サーレハ政権下ではサーレハ個人や一族に対する批判は認められておらず、厳しい取締りを受けていた。2014年2月11日には連邦制を正式に採択し、連邦国家へ移行する予定である。これは、旧南イエメン地域の分離運動を抑える狙いもある。
国家元首である大統領は、国民の直接選挙により選出される。任期は7年で、3選禁止。その権限は強大で、形式上も事実上も国家の最高指導者である。副大統領と首相は大統領により任命される。
内閣に相当する閣僚評議会のメンバーは、首相の助言に基づき大統領が任命する。
議会は二院制で、諮問評議会（111議席）と代議院（301議席）から構成される。諮問評議会議員は全員が大統領による任命制。代議院議員は国民の直接選挙で選出され、任期は6年。ただし、諮問評議会に立法権は無く、大統領の政策に対する助言機関に過ぎないことから、イエメン議会は実質的に立法権を行使しうる代議院人民代表院のみの一院制であるとする説もある。
主要政党には旧北イエメン与党でアリー・アブドッラー・サーレハ大統領率いる国民全体会議、旧南イエメンの政権党であったイエメン社会党、そしてイエメン改革会議の3党がある。
最高司法機関は最高裁判所。女性にも参政権が認められている。

### 人権
イエメンには女児の結婚最低年齢に関する法律がない。これはイエメンは女子の結婚最低年齢に関して、イスラーム法上一般的な9歳という解釈を取っていない為である。そのため、イランやサウジアラビアなど、シャリーアを施行する他のイスラーム国家でさえ不可能な9歳未満の女児との結婚・セックスも可能であり、問題視されている。飲酒・強姦などをした場合、公開鞭打ちを執行された事例もある。
2009年には、17歳未満の結婚を禁止する法案が提案されたが、保守派の反対にあって不成立となっている。2013年9月、40歳の男性と結婚した8歳の少女が、新婚初夜の性行為の最中に子宮破裂などの臓器損傷を負い、死亡したと報道された。現地警察などの調査では、関係者はこの報道について否定したが、イエメンの人権担当大臣は未成年の結婚を禁止すると明言した。
WTF(世界経済フォーラム)は2019年12月17日に世界153カ国を対象とした『男女格差』の2019年版を発表し、イエメンが最下位となっている。

## 国際関係

### アメリカとの関係
2023年、フーシ派が紅海上で船舶の拿捕や攻撃を開始。これに対してアメリカ合衆国は繁栄の守護者作戦として、紅海上で多国籍部隊による巡回活動を開始。さらに複数回にわたりフーシ派の拠点に対して空爆を加えるなど事実上交戦状態となった。2025年6月9日、アメリカ合衆国は安全上の理由からイエメン国民に渡航制限を課し、僅かな例外を除きアメリカへの入国ができなくなった。

## 地理

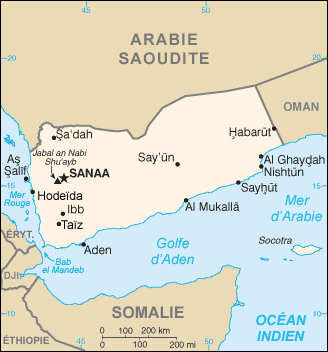
イエメン共和国とその主要都市

アラビア半島の南西、北緯12度から20度に位置する。紅海、アデン湾、アラビア海に面し、北でサウジアラビア、東でオマーンと国境を接し、アデン湾、紅海を挟んでソマリア、ジブチ、エリトリアに対面する。本土以外にソマリアの沖にあるインド洋のソコトラ島 (3625km2) なども領有している。面積は約52万8000km2。首都はサナア。地理学的には4つの地域に分けられる。紅海沿岸、西部山地、東部山地、北のルブアルハリ砂漠である。ティハーマと呼ばれる紅海沿岸部は非常に乾燥しており、山地から流れる川は見られずワジあるいは地下水になっている。西部山地は降水量が大きいため段々畑で農業が営まれる。ソルガムが主で、綿花とマンゴーなど果実も栽培される。昼夜の気温差が大きい。東部は標高2000mで、さらに気温差が大きく昼間30℃、夜間0℃となる。大麦や小麦が栽培される。ルブアルハリ砂漠ではベドウィンがラクダの遊牧を行っているだけである。
イエメン最高峰の山は標高3,666 mのナビー・シュアイブ山でアラビア半島最高峰となっている。

サナア
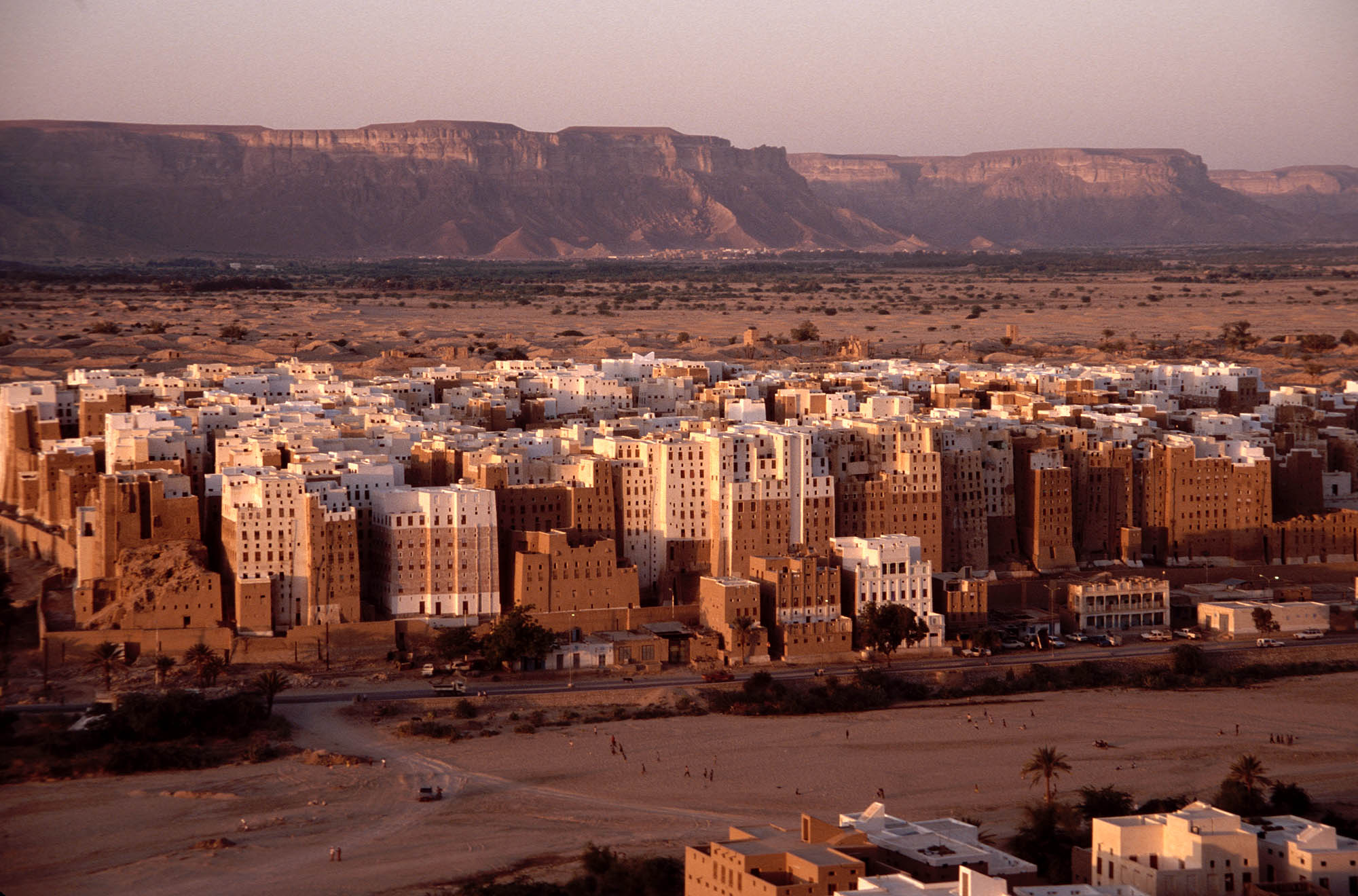
シバーム（ハドラマウト）

## 地方行政区分

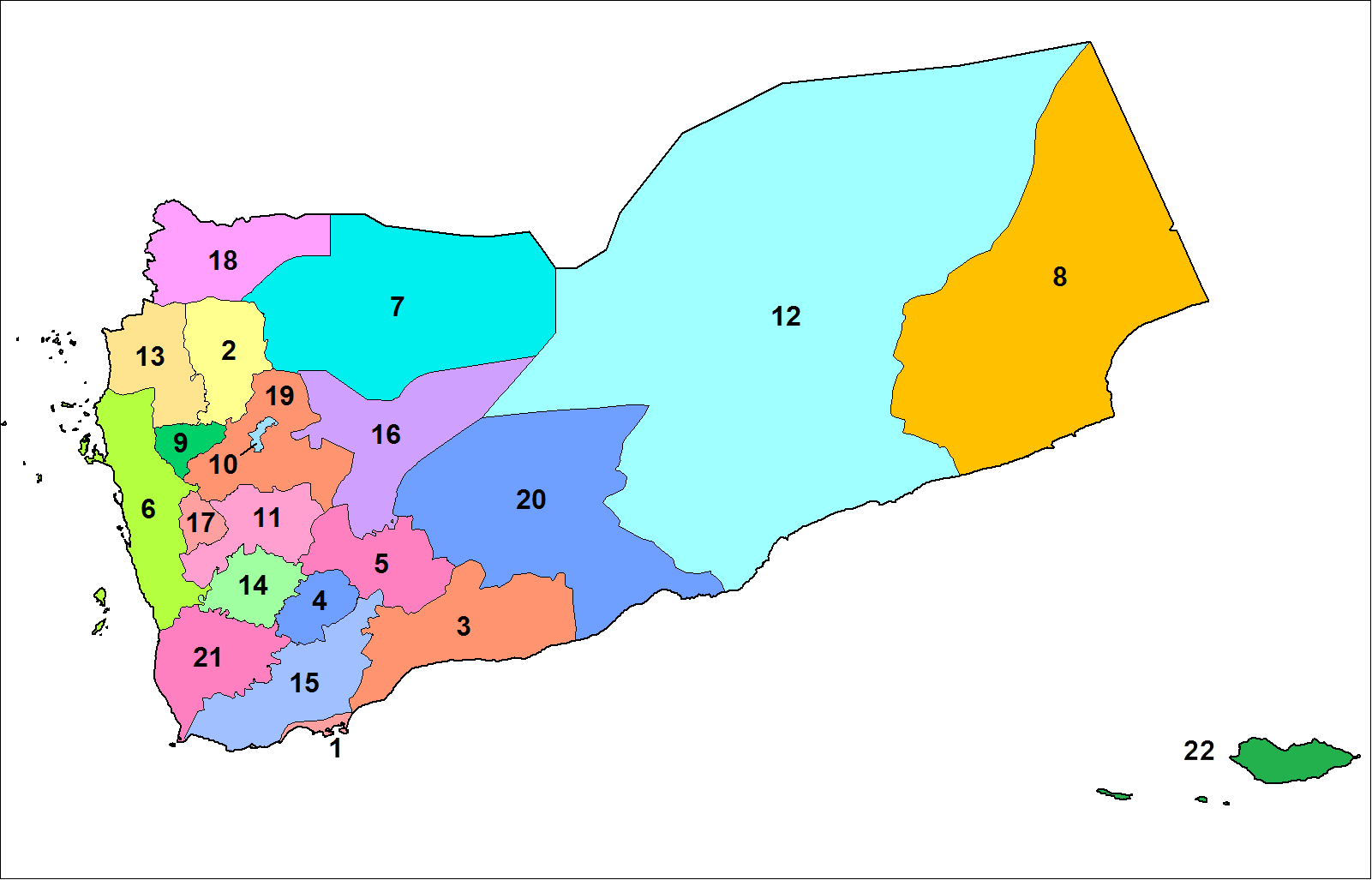
イエメンの地方行政区分

1. アデン県 ('Adan)
2. アムラーン県 ('Amran)
3. アビヤン県 (Abyan)
4. ダーリウ県 (Ad Dali')
5. バイダー県 (Al Bayda')
6. フダイダ県 (Al Hudaydah)
7. ジャウフ県 (Al Jawf)
8. マフラ県 (Al Mahrah)
9. マフウィート県 (Al Mahwit)
10. サナア (首都) (Sana'a)
11. ザマール県 (Dhamar)
12. ハドラマウト県 (Hadramaout)
13. ハッジャ県 (Hajjah)
14. イッブ県 (Ibb)
15. ラヒジュ県 (Lahj)
16. マアリブ県 (Ma'rib)
17. ライマ県 (Raymah)
18. サアダ県 (Sa'dah)
19. サナア県 (Sanaa)
20. シャブワ県 (Shabwah)
21. タイズ県 (Ta'izz)
22. ソコトラ県（Soqatra）

### 主要都市
- サナア（サナア：首都、329万、標高2200 m）
- アデン（アデン：107万、標高6 m）
- タイズ（タイズ：94万、標高1400 m）
- フダイダ（ホデイダ：73万、標高17 m）
- ムカッラー（ムカッラー：59万、標高359 m）
- イッブ（イッブ77万、標高2050 m）
- ザマール（ダマール19万、標高2400 m）

## 経済

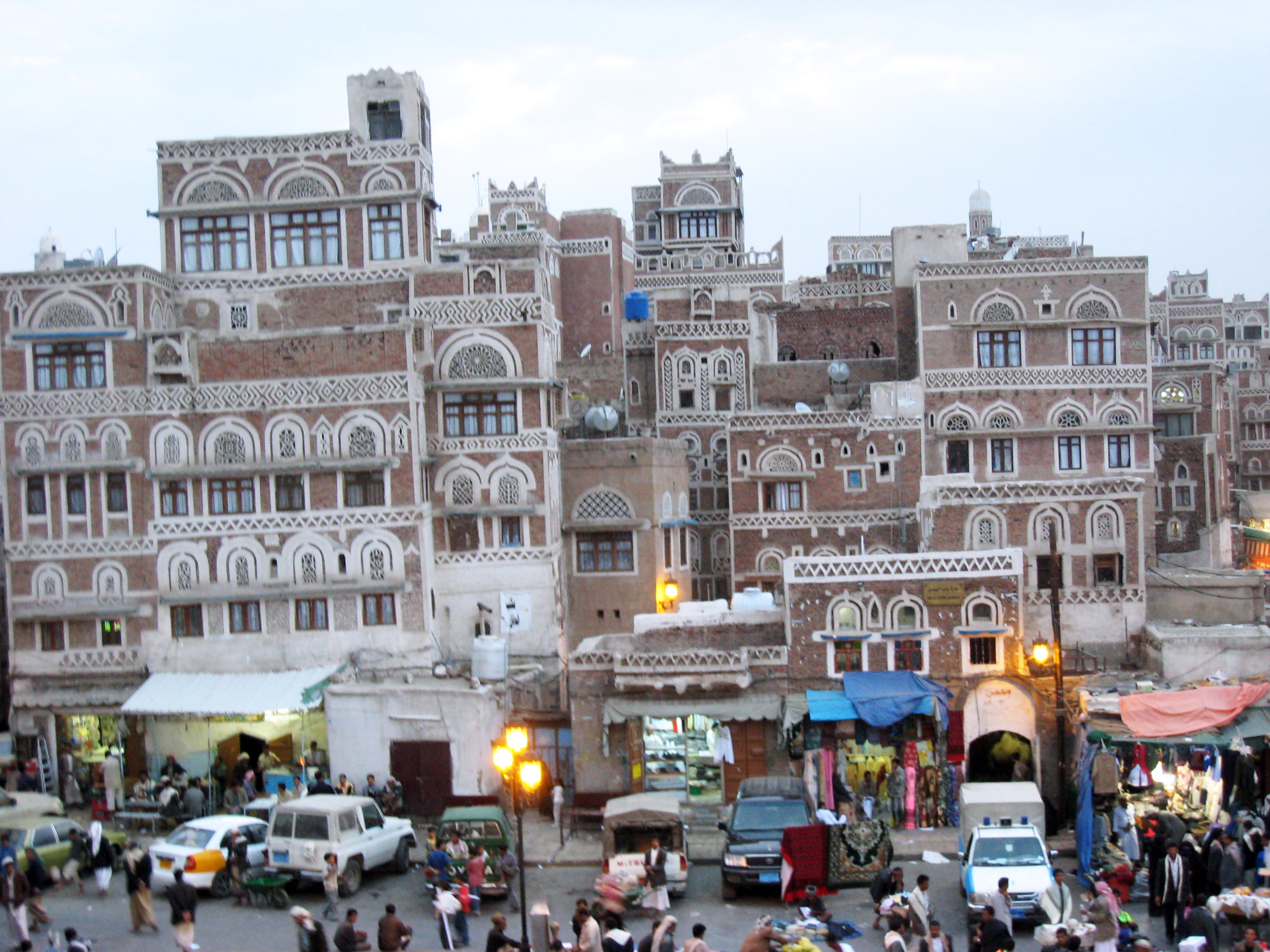
首都サナア

1人当たりの国内総生産は2013年で1,516ドルと産油国が多い周辺のアラブ諸国に比べても著しく低く、失敗国家や後発開発途上国にも挙げられている。2007年の失業率は40%。1980年代から石油を産出し、貿易収入は漸増傾向にはあるものの、そのほとんどは食料品や機械類などの輸入で帳消しとなる。また2007年に天然ガス田が発見され、2009年10月に生産を開始し、LNGを輸出している。
モカコーヒーのモカは、南部にありコーヒー豆を生産する港湾都市ムハーに由来する。しかし砂漠地帯であるため農業は振るわず、昔ながらの遊牧を営むものも多い。漁業も比較的盛ん。近年は石油開発で発展する隣国のサウジアラビアに出稼ぎに行く労働者も多く、その家族の多くは出稼ぎ者の送金で暮らしている。
南部の都市アデンは古来、交易で賑わったが1967年に英軍が撤退してから衰退し、最近は石油基地として復活している。内戦後にイエメンはIMFや世界銀行の支援を受け、経済発展に取り組んでいる。

## 国民
人口は2023年時点で3444万9,825人、1994年の1267万人から3倍近い増加を示している。アラブ人が98%でアラビア語を話す（但し出生届が十分に整備されていないため概算となる）。2050年には人口6000万人まで増加するとされている。

### 言語
現代標準アラビア語がイエメンの公用語である。各地域の言語としてアラビア語の各方言（北イエメン方言、南イエメン方言、ハドラマウト方言）およびマフラ語、ソコトラ語、ホビョト語、バトハリ語、ラジフ語がある。

### 宗教
| 宗教構成（イエメン）   | 宗教構成（イエメン）   | 宗教構成（イエメン） | 宗教構成（イエメン） | 宗教構成（イエメン） |
| ---------------------- | ---------------------- | -------------------- | -------------------- | -------------------- |
|                        |                        |                      |                      |                      |
| イスラム教（スンナ派） | イスラム教（スンナ派） |                      | 55%                  | 55%                  |
| イスラム教（シーア派） | イスラム教（シーア派） |                      | 42%                  | 42%                  |
| その他                 | その他                 |                      | 3%                   | 3%                   |

国民ほぼ全てがイスラム教信者で、スンナ派が5割強、シーア派が4割弱である。シーア派の大半はスンナ派とほぼ同じ教義を持つザイド派であるが、十二イマーム派も少数派ながら一定の勢力を持つ。

### 教育
イエメンの教育は日本同様小学校6年間、中学校3年間、高校3年間、大学4年間の、6・3・3・4制である。

## 文化

### 生活様式

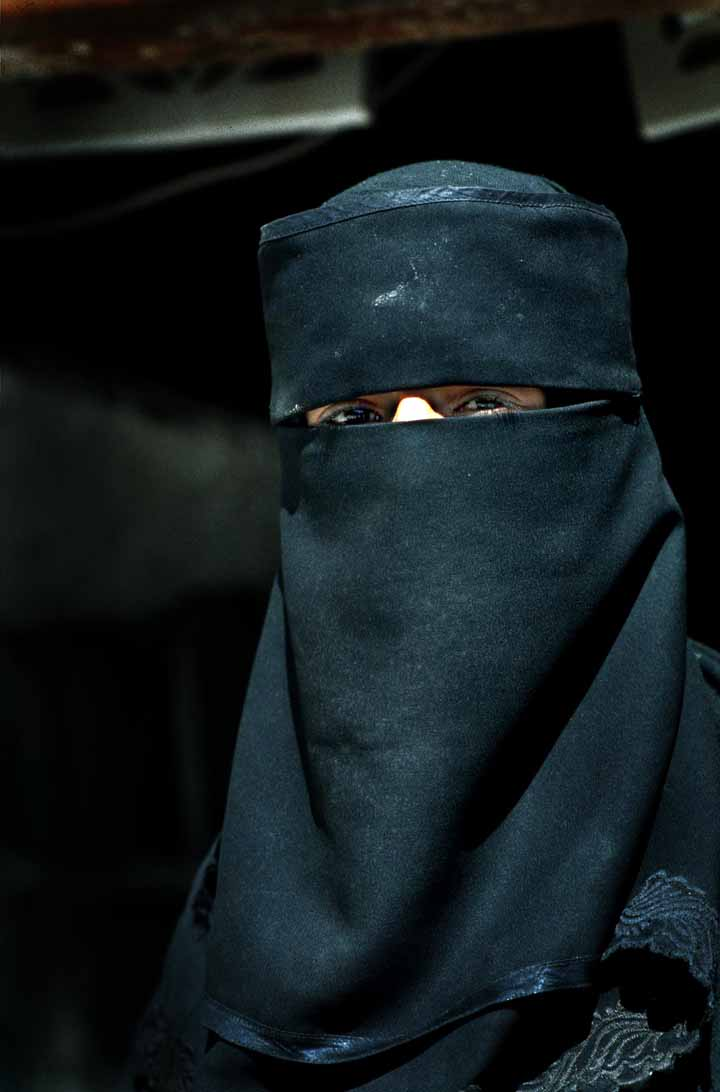
ニカーブをかぶったイエメンの女性

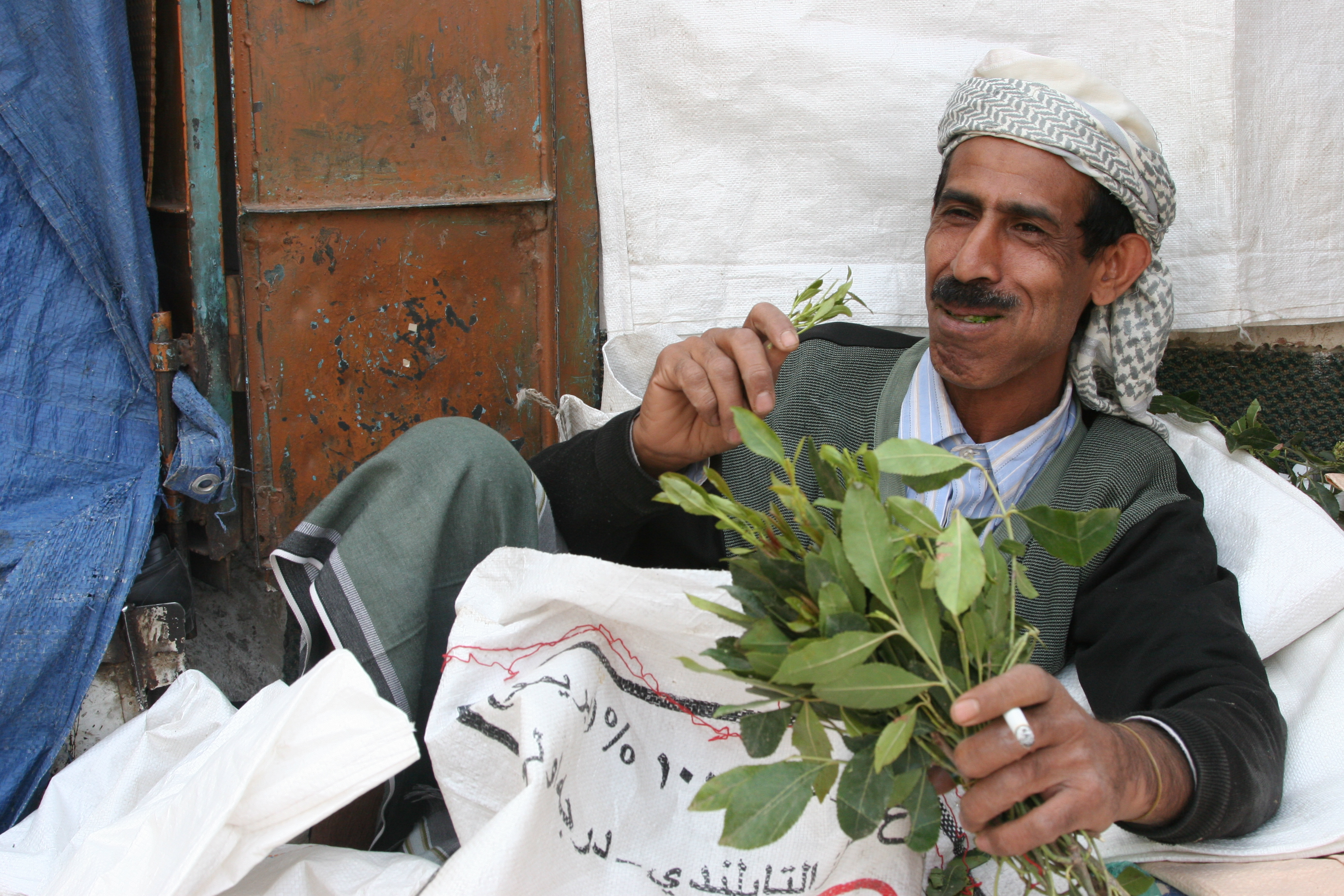
カートを噛むイエメンの男性

国民のほとんどがイスラム教徒であるため、生活様式にもイスラムの影響が強い。ただし、イスラムの教えよりも部族内のルールを優先することがある。
一般的な成人男性は、腰帯にジャンビーヤと呼ばれる半月形をした短剣を差している。この短剣は所有者の家柄や部族、貧富といった属性を表している。実用面よりもシンボルとしての性格が強いため、刃が研がれていないことも多く日常的に使用することはない。都市部ではスラックスにワイシャツ姿の男性も多く見かけるが、その場合でも多くの男性は自宅に自分のジャンビーヤを持っている。
女性のイスラム服の着用の程度はイスラム復興などの社会傾向の影響も受けるが、イエメンの女性は一般的に他のイスラム国と比較して着用率が非常に高い。女性は宗教的な慣習から髪や顔を隠すためのスカーフや体を覆う布を着用しているが、サウジアラビアのように全体を隠すことが義務付けられているわけではない。またスカーフの色も比較的自由である。これは個人やその家族の信仰の深さによって判断されるためで、信仰が深くなればそれだけ肌を隠す面積も多くなる。女性の社会進出は主に都市部で少しずつ進みつつある。
イスラム教で禁じられている酒の代わりに、カートと呼ばれる植物の葉を噛む習慣が広く行われている。児童の就学率は約50%程度であり、学校に行けない子供のためにテレビ（衛星放送）による教育も試みられている。現存する最古の都市とされるサナア旧市街は世界遺産に登録されている。

### 祝祭日
| 日付                 | 日本語表記                               | 現地語表記  | 備考                           |
| -------------------- | ---------------------------------------- | ----------- | ------------------------------ |
| 1月1日               | 元日                                     |             |                                |
| 5月22日              | 国家統一記念日                           |             | 1990年の同日に南北イエメン統一 |
| 7月7日               | Unity Factory Day                        |             |                                |
| 9月26日              | 1962年革命記念日                         |             |                                |
| 10月14日             | 国家の日                                 |             |                                |
| ヒジュラ暦第1月1日   | イスラム正月                             | Muharram    | 変動あり                       |
| ヒジュラ暦第10月1日  | イード・アル＝フィトル（断食月明けの祭） | Eid al-Fit  | 変動あり                       |
| ヒジュラ暦第12月10日 | イード・アル＝アドハー（犠牲祭）         | Eid al-Adha | 変動あり                       |

### スポーツ
サッカー
イエメン国内でも他の中東諸国同様に、サッカーが最も人気のスポーツとなっている。1990年にはサッカーリーグのイエメンリーグが創設された。しかしイエメンクーデターとその後の内戦により、2014-15シーズン以降リーグ戦は行われていない。リーグの最多優勝クラブはアル・アハリ・サナア。
イエメンサッカー協会（YFA）によって構成されるサッカーイエメン代表は、これまでFIFAワールドカップには未出場となっている。AFCアジアカップには2019年大会で念願の初出場を果たしたが、グループリーグ3戦全敗となり最下位で敗退した。